# مناطق حظر الطيران العراقية
منطقة حظر الطيران في العراق (بالإنجليزية: Iraqi no-fly zones)‏، هي منطقة حظر الطيران التي فرض بها قوات التحالف ضد النظام العراقي وذلك بعد حرب الخليج الثانية خلال أواخر شهر فبراير عام 1991م، ويفرض التحالف على النظام العراقي حظر الطيران لمنطقة كردستان شمالاً والتي يقطن بها سكان الأكراد، وجنوب العراق التي يقطن بها الشيعة، وكانت النتيجة ضعف القوات العراقية وسقوط بغداد سنة 2003م.

## الرأي الحكومي العراقي
في شهر كانون الثاني سنة 1993 قال نائب رئيس مجلس الوزراء العراقي طارق عزيز "في الموضوع الرئيسي كان وما يزال هو موضوع الحظر غير الشرعي الذي فرضته الولايات المتحدة بمشاركة بريطانية وفرنسا على الطيران العراق في جنوب البلاد ونحن لم نعترف بهذا الحظر وأعلنا بشكل واضح عندما فرض في آب الماضي أننا سنقاومه في الوقت المناسب، وعندما حصلت أول مواجهة في 27 كانون الأول والتي أدت إلى إسقاط طائرة عراقية من قبل الطائرات الأمريكية المعتدية حاولت أميركا أن تصور الأمر وكأن الحظر الجوي هو تطبيق لقرار صادر من مجلس الأمن ورغم ما تملكه الولايات المتحدة من وسائل هائلة للتضليل وقلب الحقائق فقد استطعنا أن نفضح هذا لكي تظهر الحقيقة وهي أن الحظر المذكور ليس سوى قرار أميركي شاركت فيه بريطانيا وفرنسا مما وضعَ الموقف الأميركي العدواني في زاوية حرجة.

## الشرعية
بررت الحكومات الأمريكية والبريطانية والفرنسية إنشاء المناطق المحظورة للطيران بالاستناد إلى قرار مجلس الأمن الدولي رقم 688، على الرغم من أن القرار لم يذكر صراحةً المناطق المحظورة للطيران.

### الدور في التحضير للغزو البري
من مارس إلى ديسمبر 2002، زادت عدد القنابل التي تم إسقاطها بنسبة 300%. وقد اعتُبر ذلك "علامة واضحة على أن المنطقة المحظورة للطيران تُستخدم لتدمير أنظمة الدفاع الجوي في البلاد تمهيدًا لهجوم شامل". اعترف مسؤولون في وايتهول للغارديان بأن المناطق المحظورة للطيران كانت تُستخدم لضعف أنظمة الدفاع الجوي العراقية بدلاً من الهدف المعلن المتمثل في حماية عرب الأهوار والسكان الشيعة في العراق.
قال قائد جناح الطائرات في حاملة الطائرات يو إس إس ابراهام لينكون إن المنطقة المحظورة للطيران "تجعل أي عمل محتمل أسهل بشكل لا يُقارن ... التحليق فوق نفس المنطقة التي ستهاجمها هو حقًا ميزة".

## الوفيات المدنية
ذكرت الأمم المتحدة أنه في عام 1999 وحده، قُتل 144 مدنيًا خلال غارات القصف الائتلافية. بحلول عام 1999، تم إسقاط أكثر من 1,800 قنبلة على العراق، في حين أفاد العراق بأن 1,400 مدني قد لقوا حتفهم بسبب القصف خلال فترة المنطقة المحظورة للطيران.
نفت الولايات المتحدة ودول الائتلاف هذه الادعاءات واستشهدت بالمطالب الشعبية من الأكراد والشيعة بإنشاء مناطق محظورة للطيران، لحماية أنفسهم من صدام حسين، الذي ارتكب العديد من الفظائع قبل بضع سنوات، مثل حملة الأنفال التي أسفرت عن مقتل 50,000 إلى 182,000 مدني كردي. أدى إنشاء المناطق المحظورة للطيران إلى قطع صدام حسين عن معظم شمال العراق، وتأمين السكان الأكراد، الذين حصلوا على حكم ذاتي فعّال بعد التدخل. وقد استمر هذا الحكم الذاتي في الازدهار وتجنب الفوضى والدماء التي ميزت بقية العراق خلال حرب العراق عام 2003.

## التاريخ
منذ عام 1992 وحتى غزو التحالف الذي تقوده الولايات المتحدة للعراق في عام 2003، كانت هناك منطقتان محظورتان للطيران في العراق. تم إنشاء المنطقة المحظورة للطيران في شمال العراق بعد وقت قصير من حرب الخليج، ممتدة من خط العرض 36 شمالًا. وفي أغسطس 1992، تم إنشاء المنطقة المحظورة للطيران في الجنوب حتى خط العرض 32، لكن في عام 1996 تم توسيعها لتصل إلى خط العرض 33. كانت المنطقة المحظورة للطيران الشمالية جزءًا من عمليات الإغاثة تحت اسم "عملية توفير الراحة" التي كانت تهدف إلى مساعدة أقلية الأكراد المضطهدة في العراق، وتبعها "عملية المراقبة الشمالية". بينما كانت المنطقة المحظورة للطيران الجنوبية تُدار بواسطة "عملية المراقبة الجنوبية".
عندما انتهت عملية "عاصفة الصحراء" في عام 1991، أصبح أمن الأكراد الذين كانوا يفرون من الاضطهاد العراقي خلال الانتفاضة قضية ملحة، وبدأت عملية "توفير الراحة". أنشأت هذه العملية فعليًا منطقة محظورة للطيران ضد الطائرات العسكرية العراقية، وقدمت مساعدات إنسانية للسكان الأكراد وضمانات لسماء آمنة.
في 26 يونيو 1993، نفذت الولايات المتحدة هجومًا بصواريخ كروز على مجمع القيادة والتحكم الرئيسي لجهاز المخابرات العراقي في بغداد، وتم الإعلان عنه علنًا كنوع من الانتقام لمحاولة الاغتيال التي قام بها الجهاز ضد الرئيس الأمريكي الأسبق جورج بوش الأب أثناء زيارته للكويت في أبريل من نفس العام. أُطلق 14 صاروخ كروز من يو إس إس بيترسن، وتم إطلاق 9 منها من USS Chancellorsville. أصاب 16 صاروخًا الهدف، بينما ضرب ثلاثة منطقة سكنية، مما أسفر عن مقتل 9 مدنيين وإصابة 12 آخرين. كانت هناك أربعة صواريخ غير محسوبة.
في أكتوبر 1994، بدأت بغداد مجددًا في تعبئة حوالي 64,000 جندي عراقي بالقرب من الحدود الكويتية بسبب الإحباطات الناتجة عن العقوبات الاقتصادية التي فرضها مجلس الأمن الدولي على العراق. استجابةً لذلك، بدأت الولايات المتحدة في نشر القوات في الخليج الفارسي لردع العدوان العراقي ضد الكويت. تحت اسم "عملية المحارب اليقظ"، تم نشر اللواء الأول من الفرقة 24 مشاة (ميكانيكية) من فورت ستيوارت، جورجيا، وتجهيز المعدات المسبقة في الكويت. نشر جناح الطائرات 23 (النمور الطائرة) سرب المقاتلات 75 (تايغرشارك) مع كامل طائرات A-10، بدءًا من قاعدة بوب الجوية في كارولاينا الشمالية إلى قاعدة الظهران الجوية في السعودية، تلتها أول عملية نشر متقدمة إلى قاعدة أحمد الجابر الجوية في الكويت. سمح ذلك بتنسيق أفضل وجهًا لوجه مع قوات التحكم في الطائرات التكتيكية (TACP) المنتشرة في معسكر الدوحة، الكويت، والنقاط الشمالية. سحبت العراق لاحقًا قواتها بالقرب من الحدود الكويتية استجابةً للتعزيز العسكري الأمريكي الضخم.
ومع ذلك، تم تشويه هذا الأمر بحادثة نيران صديقة في 14 أبريل 1994، عندما أسقطت طائرتان من طراز F-15 Eagle تابعتان لسلاح الجو الأمريكي بطريق الخطأ طائرتين مروحتين من طراز يو إتش-60 بلاك هوك تابعتين للجيش الأمريكي، مما أسفر عن مقتل 26 من أفراد التحالف العسكري والمدنيين.
في سبتمبر 1996، نفذت الولايات المتحدة عملية "ضربة الصحراء"، حيث أطلقت السفن من مجموعة يو إس إس كارل فينسن، بما في ذلك يو إس إس لابون ويو إس إس شيلوه، بالتعاون مع قاذفات بي-52 التي رافقتها طائرات إف-14دي توم كات من يو إس إس كارل فينسن، 27 صاروخ كروز ضد أهداف الدفاع الجوي العراقي في جنوب العراق. وتم إطلاق موجة ثانية من 17 صاروخًا في وقت لاحق من ذلك اليوم. أصابت الصواريخ أهدافًا حول الكوت، والإسكندرية، والناصرية، وقاعدة الإمام علي الجوية. تم ذلك استجابةً لمحاولة صدام حسين، دكتاتور العراق، إطلاق حملة عسكرية ضد المدينة الكردية أربيل في كردستان العراق.
انتهت رسميًا "عملية توفير الراحة" في 31 ديسمبر 1996. وبعد ذلك، واصلت الولايات المتحدة مراقبة الأجواء الشمالية بإطلاق "عملية المراقبة الشمالية" في 1 يناير 1997. استمرت هذه العملية في توفير الأمان الجوي للسكان الأكراد في الشمال. بحلول عام 1999، كانت وزارة الدفاع قد نفذت أكثر من 200,000 طلعة جوية فوق العراق.
استمرت الطائرات الأمريكية والبريطانية في فرض المنطقة المحظورة للطيران، حيث كانت تتعرض لنيران مضادة للطائرات من القوات العراقية تقريبًا يوميًا. استمرت العملية حتى انتهائها في 1 مايو 2003. في الجنوب، كانت عملية "المراقبة الجنوبية" جارية لمراقبة السكان الشيعة المضطهدين. أُطلقت هذه العملية في 27 أغسطس 1992 بهدف منع المزيد من انتهاكات حقوق الإنسان ضد السكان المدنيين. تحدت العراق المنطقة المحظورة للطيران بدءًا من ديسمبر 1992 عندما أسقطت طائرة F-16 من سلاح الجو الأمريكي طائرة عراقية من طراز ميكويان جوريفيتش ميج-25 التي كانت تتعقبها في المنطقة المحظورة للطيران الجنوبية. في الشهر التالي، هاجمت طائرات التحالف مواقع صواريخ الدفاع الجوي العراقية في الجنوب. في النهاية، توقفت بغداد عن إطلاق النار على الطائرات التابعة للتحالف بعد أغسطس 1993.
في ديسمبر 1998، نفذت عملية "ثعلب الصحراء" من قبل سلاح الجو الأمريكي وسلاح الجو الملكي البريطاني، وهي حملة قصف رئيسية استمرت أربعة أيام ضد الأهداف العراقية من 16 ديسمبر إلى 19 ديسمبر 1998. كان التبرير المعاصر للضربات هو فشل العراق في الامتثال لقرارات مجلس الأمن الدولي وتدخلاته مع مفتشي لجنة الأمم المتحدة الخاصة.
بعد "عملية ثعلب الصحراء" في ديسمبر 1998، أعلنت العراق أنها لن تحترم المناطق المحظورة للطيران بعد الآن واستأنفت جهودها في إسقاط طائرات التحالف. عرض صدام حسين مكافأة قدرها 14,000 دولار لأي شخص يمكنه إنجاز هذه المهمة، لكن لم يتم إسقاط أي طائرة مأهولة من قبل العراق. استمرت الضربات الجوية التي نفذتها الطائرات البريطانية والأمريكية ضد الأهداف العراقية المزعومة المضادة للطائرات والعسكرية أسبوعيًا على مدار السنوات القليلة التالية. في أوائل العقد الأول من القرن الحادي والعشرين، وضعت الولايات المتحدة خطة طوارئ، "عملية ثعلب الصحراء"، للتعامل مع الطيارين الذين يتم إسقاطهم فوق المناطق المحظورة للطيران العراقية.

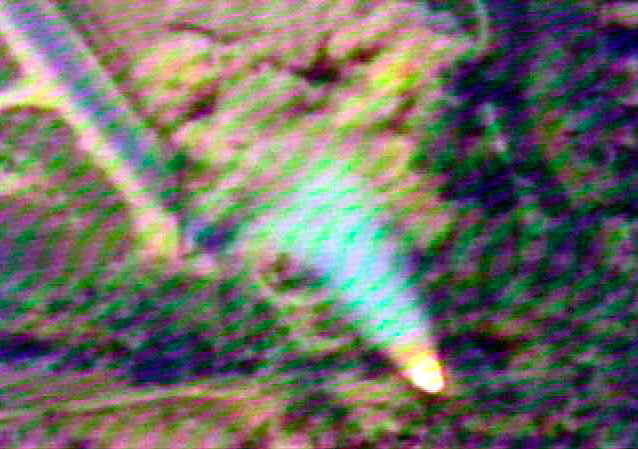
صورة ثابتة مأخوذة من شريط فيديو لصاروخ أرض-جو عراقي، يُعتقد أنه من طراز SA-3، تم إطلاقه نحو طائرة تابعة للتحالف في يوليو 2001.

استمرت العملية حتى انتقلت إلى "عملية التركيز الجنوبي" في يونيو 2002. بدأت القوات في تنفيذ طلعات هجومية، ليس فقط ضد الأهداف التي أطلقت النار عليها، ولكن أيضًا ضد المنشآت التي لم تُظهر أي نية عدائية. ادعت الولايات المتحدة أن هذه الهجمات المتزايدة كانت نتيجة لاستفزازات عراقية متزايدة، لكن لاحقًا، في يوليو 2005، أصدرت وزارة الدفاع البريطانية أرقامًا تُظهر أن عدد الاستفزازات قد انخفض بشكل كبير قبل وبعد زيادة الهجمات الائتلافية. تشير سجلاتهم إلى أنه في الأشهر السبعة الأولى من عام 2001، كان هناك 370 استفزازًا من قبل العراق. وفي الأشهر السبعة من أكتوبر 2001 حتى مايو 2002، تم تسجيل 32 استفزازًا فقط.
اعترف الجنرال تومي فرانكس لاحقًا بأن الزيادة الكبيرة في الطلعات الهجومية كانت محاولة لتدمير الدفاعات العراقية بنفس الطريقة التي تم بها تدميرها خلال الضربات الجوية في بداية حرب الخليج.
في "انتقام مزعوم" للهجمات اليومية من الدفاعات الجوية العراقية على طائرات التحالف، شملت هجمات سبتمبر هجومًا في 5 سبتمبر باستخدام 100 طائرة على الموقع الرئيسي للدفاع الجوي في غرب العراق. وفقًا لافتتاحية كتبها مايكل سميث في صحيفة "نيو ستايتسمان"، كان الموقع "موجودًا في أقصى نقطة من المنطقة المحظورة للطيران الجنوبية، بعيدًا عن المناطق التي كان يجب مراقبتها لمنع الهجمات على الشيعة؛ وقد تم تدميره ليس لأنه كان يشكل تهديدًا للدوريات، ولكن للسماح للقوات الخاصة المتحالفة التي تعمل من الأردن بدخول العراق دون أن تُكتشف".
توقفت المناطق المحظورة للطيران فعليًا مع بداية حرب العراق في مارس 2003، حيث تم تحقيق التفوق الجوي فوق البلاد بسرعة من قبل التحالف. وتم إلغاء المناطق المحظورة للطيران رسميًا بعد الإطاحة بصدام حسين.

## وصلات خارجية
- Full-text of Resolution 688
- Operation Northern Watch
- Operation Southern Watch
- Robert Dryfus article about illegality of NFZs
- The Embarrassment and Illegality of the No-Fly Zones
- No-fly zones: The legal position
- حصار العراق